# Niwna
Niwna – wieś w Polsce położona w województwie łódzkim, w powiecie rawskim, w gminie Rawa Mazowiecka. Przez wieś przepływa rzeka Rawka, prawobrzeżny dopływ Bzury.
Niwna leży w północno-wschodniej części województwa łódzkiego na Równinie Łowicko-Błońskiej przy drodze wojewódzkiej nr 707 prowadzącej ze Skierniewic do Rawy Mazowieckiej.
Wieś szlachecka położona była w drugiej połowie XVI wieku w powiecie rawskim ziemi rawskiej województwa rawskiego.
Do 1953 roku miejscowość była siedzibą gminy Wałowice, w latach 1953–1954 gminy Niwna. W latach 1954–1961 wieś należała i była siedzibą władz gromady Niwna, po jej zniesieniu w gromadzie Kurzeszyn. W latach 1975–1998 miejscowość administracyjnie należała do województwa skierniewickiego.